# Pianista

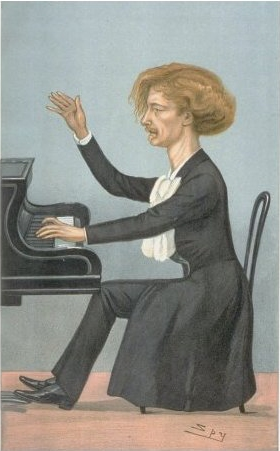
Karykatura Ignacego Jan Paderewskiego jako pianisty

Pianista – muzyk grający na fortepianie. Pianiści wykonują szeroki repertuar w różnych stylach, w tym muzykę poważną, jazz, blues oraz różnego rodzaju style muzyki rozrywkowej, w tym muzykę rockową. Umiejętność gry na fortepianie sprzyja opanowaniu gry na innych instrumentach klawiszowych, takich jak syntezator, klawesyn, czelesta, czy organy.

## Pianiści

### Pianiści-kompozytorzy
Wielu znanych kompozytorów było jednocześnie pianistami. W gronie tym znajdują się m.in.:
- Isaac Albéniz
- Charles-Valentin Alkan
- Anton Arienski
- Béla Bartók
- Ludwig van Beethoven
- Johannes Brahms
- Muzio Clementi
- Fryderyk Chopin
- Edvard Grieg
- Johann Nepomuk Hummel
- Ferenc Liszt
- Felix Mendelssohn-Bartholdy
- Wolfgang Amadeus Mozart
- Ignacy Jan Paderewski
- Siergiej Prokofjew
- Siergiej Rachmaninow
- Anton Rubinstein
- Camille Saint-Saëns
- Dmitrij Szostakowicz
- Carl Maria von Weber

## Konkursy pianistyczne
- Międzynarodowy Konkurs Pianistyczny im. Fryderyka Chopina
- Międzynarodowy Konkurs Młodych Pianistów Arthur Rubinstein in memoriam
- Międzynarodowy Konkurs Pianistyczny im. Ignacego Jana Paderewskiego
- Festiwal Pianistyki Polskiej w Słupsku
- Międzynarodowy Konkurs Pianistyczny im. Ferruccio Busoniego
- Międzynarodowy Konkurs Pianistyczny im. Van Cliburna
- Międzynarodowy Konkurs Pianistyczny w Hamamatsu
- Międzynarodowy Konkurs Pianistyczny w Leeds